# Magdalena palota
A Magdalena palota (spanyolul: Palacio de La Magdalena) az észak-spanyolországi Santander város emblematikus épülete. A 20. században királyi nyári rezidenciának használták.

## Története
A Magdalena-félsziget, ahol az épület áll, 1904-ben került az államtól Santander városának tulajdonába. A palota azért épült fel, mert a városi önkormányzat szeretett volna egy nyári rezidenciát ajándékozni XIII. Alfonz spanyol királynak és feleségének, Viktória Eugéniának. A tervpályázatot már 1907 végén kiírták, de az uralkodó csak 1908. április 23-án nyilvánította ki, hogy elfogadja a neki szánt felajánlást. Ekkor egy bizottságot is felállítottak, amely a projekt pénzügyi hátterét biztosító adománygyűjtést felügyelte. Augusztus 7-én Alfonz a helyszínre látogatott, és megtekintette a félszigetet: ő maga döntötte el, hogy a palotát a félsziget legmagasabb pontjára kell felépíteni. A tervpályázatra beérkező nyolc beadott terv közül szeptemberben hirdettek győztest: Gonzalo Bringas Vega és Javier González de Riancho munkája nyert, de a királyné még év végén is tanácsolt néhány módosítást a tervekben, például némelyik szoba leendő elrendezésével kapcsolatban, illetve azt, hogy a kápolna inkább külön, a palotától független építményként épüljön fel (végül a kápolna nem is épült meg).
A kivitelezésre az 1909 elején kiírt pályázatot Daniel Sierra nyerte meg: az építkezés így 1909 márciusában elkezdődhetett. Kezdetben a költségeket 700 000 pesetára becsülték, ennek legnagyobb részét Ramón Pelayo de la Torriente vállalkozó, Valdecilla későbbi első őrgrófja adományozta. A palota külseje 1911 nyarára elkészült, de a belső munkálatok még 1912-ig tartottak. A berendezésre vonatkozó terveket az építészek 1910. november 24-én mutatták be az uralkodóknak Las Fraguasban. A király az El Pardóból hozatott spanyol stílusú bútorokat, illetve hozatott Bilbaóban gyártott angolos bútorokat is. Bár a királyné személyesen 1912-ig nem látogatott el a palotába, a berendezési munkák előrehaladását folyamatosan figyelemmel kísérte, és pontos eligazításokat is adott a bútorzattal kapcsolatban. A területet és az épületet véglegesen 1912. május 6-án adta át a hadügyminisztérium az önkormányzatnak, az uralkodópár pedig először szeptember 4-én lépett be az új palotába, igaz, a kulcsot csak három nappal később adták át nekik ünnepélyesen. A díszes kulcson egyébként Santander címere mellett a házaspár neveinek kezdőbetűi („AB” és „VB”) is szerepeltek.
Az uralkodói pár és gyermekeik végül 1913 és 1930 között töltötték itt nyaraikat. Főként a királyné élvezte a környezetet, ő ugyanis Skóciából származott, és ez a vidék, valamint az épület stílusa valamennyire emlékeztette őt az otthoni világra. Ez idő alatt a bútorok jelentős része nem volt állandó: sokat csak tavasszal hoztak, majd a lakók távozása után elvittek, és a helyük is többször változott.
A köztársaság kikiáltása után a kormány kisajátította a királyi család tulajdonait, köztük a félszigetet és a palotát is, bár ez nem ment vitáktól mentesen, hiszen ezeket annak idején ajándékba kapták a várostól. 1934 őszén a királyné kérelmezte a köztársasági kormánytól, hogy a palota néhány bútorát juttassák el az ő új, londoni rezidenciájába.
1933. január 30-án a palotát az előző évben alapított Santanderi Nemzetközi Nyári Egyetem rendelkezésére bocsátották, de az ezt követő időszakban hasznosították kórházként is, illetve az 1941-es nagy tűzvész károsultjait szállásolták el benne. Mindezek következtében állaga romlásnak indult. 1941-től kezdve a Magdalena-félszigettel együtt Bourbon János barcelonai gróf, Alfonz király fiának tulajdonába került, 1954-re részben felújították, majd 1977-ben a városi önkormányzat vásárolta meg. 1982-ben nemzeti történelmi és művészeti műemlékké nyilvánították. 1995-re a félsziget épületegyüttesének felújításakor Luis de la Fuente Salvador irányításával a palota is megújult: június 14-én tartott ünnepélyes felavatásán János Károly király és felesége, Zsófia is részt vett. Bár nagyrészt megtartották eredeti formáját, új kiegészítéseket is kapott, többek között egy pinceszintet és egy új központi lépcsőházat. Mindezek után részben a turisztikai célokra hasznosították, részben kongresszusi és rendezvényközpontot alakítottak ki benne.

## Leírás
A hatalmas, délre néző, nyugat–keleti irányban közel 90 méter szélesen elnyúló palota Santander legkeletebbi részén, a Magdalena-félsziget legmagasabb pontján található.
Külső falait faragott kövek borítják, a sarkokon és az ablakok melletti függőleges éleken a kőtéglákat úgynevezett soga y tizón módon összeillesztve, azaz részben hossztengelyükkel a fallal párhuzamosan, részben arra merőlegesen. A homlokzaton feltűnő övpárkányok futnak végig. Tagoltsága, váltakozó magasságú és hol előreugró, hol bemélyedő részei azt az érzetet keltik, mintha több különálló részből tevődne össze. Az aszimmetrikus homlokzat két jellegzetes eleme két nyolcszögletű torony a déli oldalon, amelyek közül a nyugati a magasabb. A tetején futó párkányzatot háromszögletű oromfalak tagolják. Meredek szögű tetején két padlásszint ablakai jelennek meg. Két főbejárata van, de manapság leggyakrabban azt használják, amelyet az 1995-ös felújítás során az északi oldalon alakítottak ki az egykori kocsibejáróból.

## Képek

Nagy felbontású panorámakép
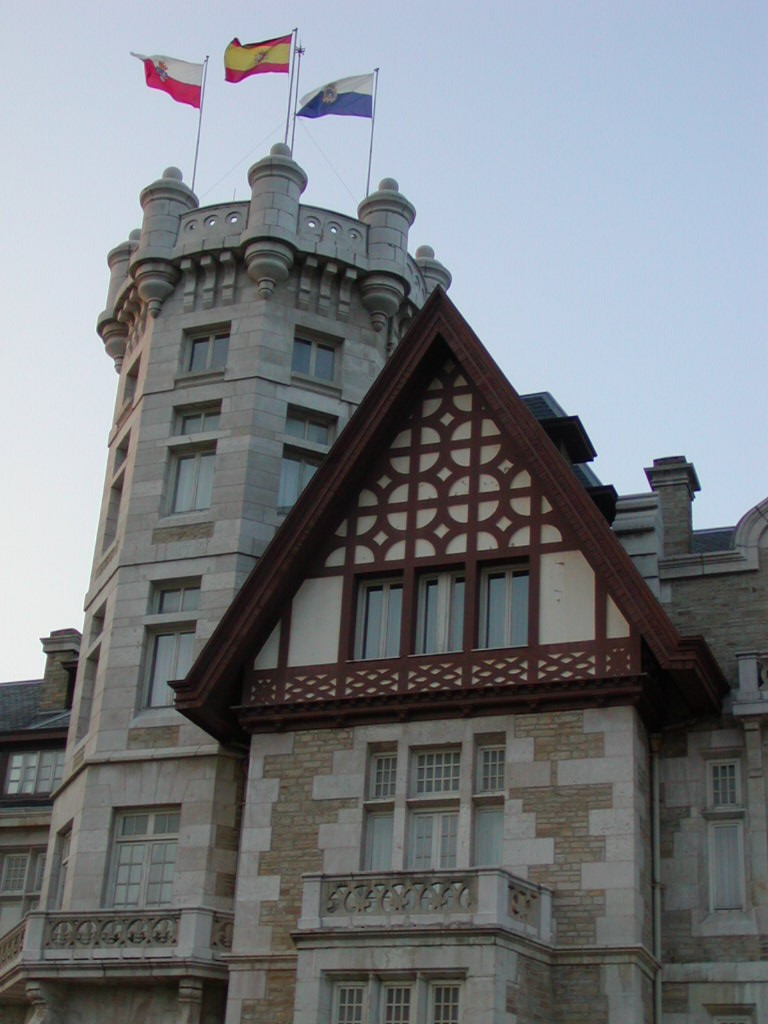
Részlet
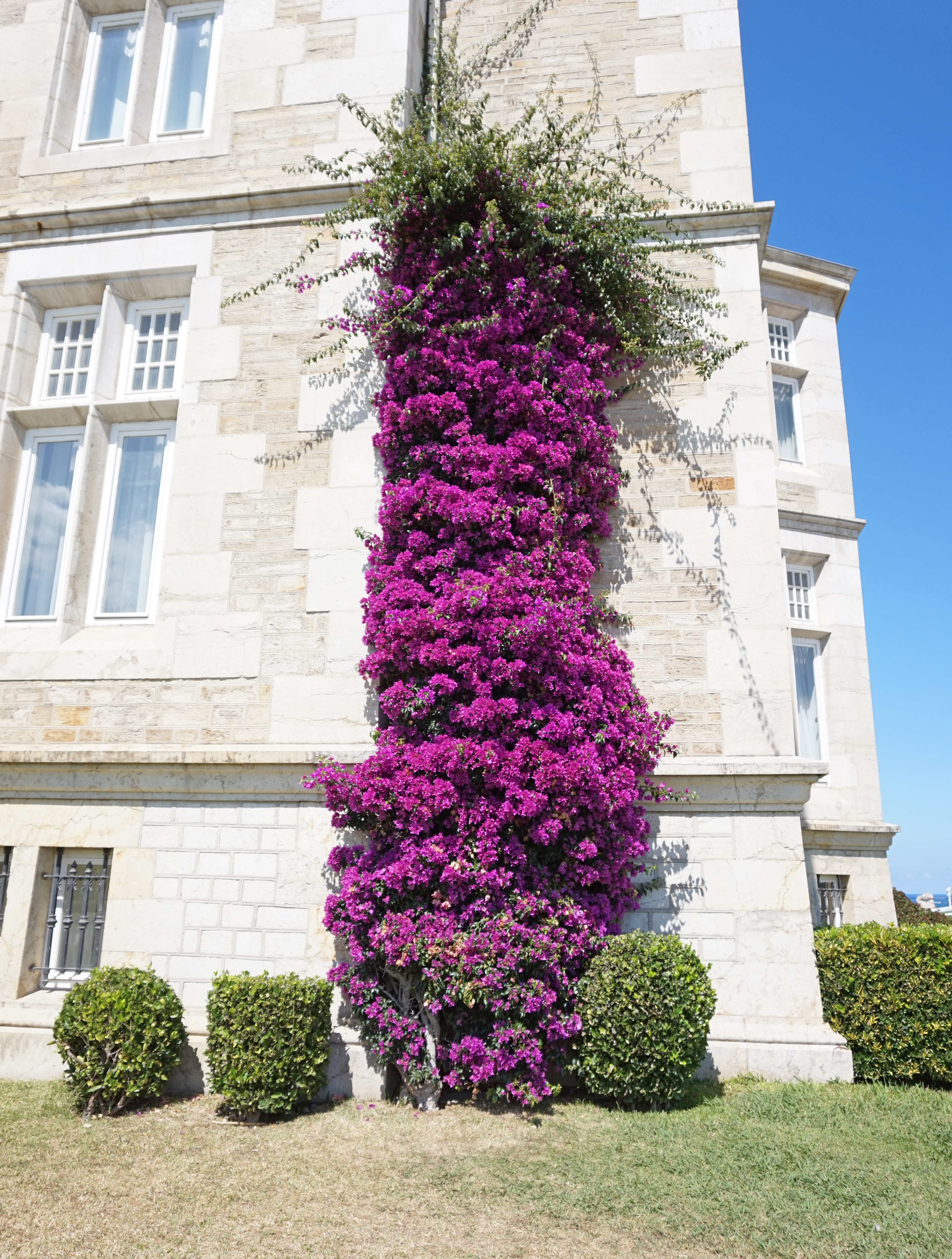
Az épület sarka
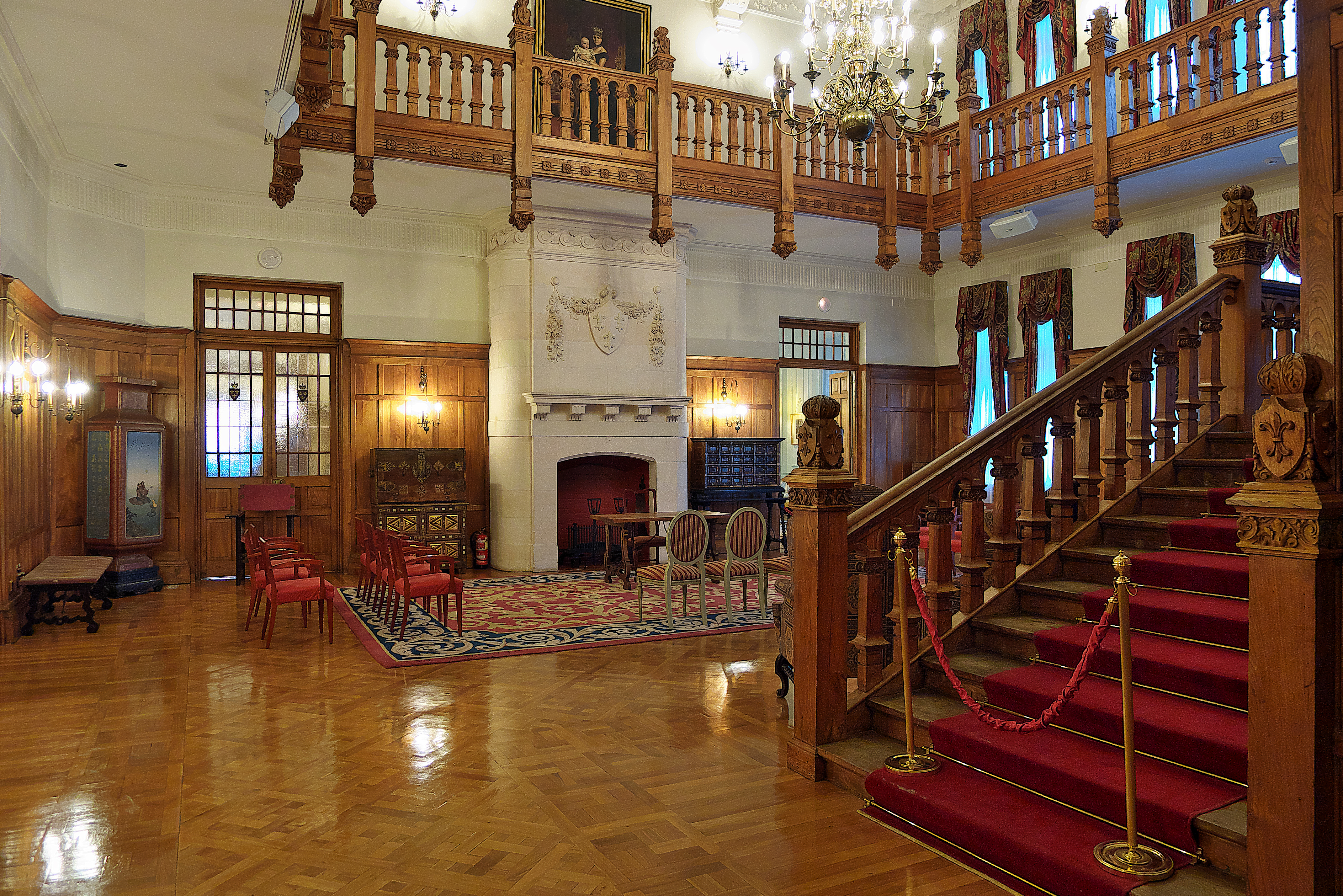
Az előszoba